# Laura Pardo
Laura Pardo Hervias (Vitoria, 31 de julio de 1989) es una exjugadora de baloncesto profesional que jugó en Liga Femenina. Durante la temporada 2023-2024:ejercerá las funciones de Asistente del equipo.

## Biografía
Laura Pardo Hervias, alias "Laupa", nació en Vitoria en 1989. Se diplomó en Ciencias Empresariales (rama Comercial) en 2010. Y en 2012 se licenció en Administración y Dirección de Empresas. De 2007-2010 fue responsable de Administración, Logística y Finanzas en el club A.D.B. Abaroa. Y de 2012-2013 fue responsable de Administración y Finanzas en el club Araski AES. Sus inicios en la élite  los compaginó con su trabajo para DHL. Vive en Vitoria.

## Trayectoria
Del año 2000 al 2004, siendo Cadete, jugó en Vitoria, en el Club de Baloncesto Araba. En el 2004, con 15 años,  marchó para Madrid, al Real Canoe, donde tuvo el primer contacto con Liga Femenina 2,  y donde entrenó y jugó partidos del primer equipo del club. Estuvo hasta el 2007. Luego, con 18 años, regresó a Vitoria, empezó sus estudios universitarios y fichó por el Club Abaroa. Tras tres temporadas y unos excelentes números en Primera Nacional recaló en la temporada 2010-2011 en el CD. Irlandesas, conjunto bizkaino de Leioa que competía en Liga Femenina 2. En 2012 volvió a Vitoria para dos temporadas más, a Araski AES, con sendas fases de ascenso. Pardo contaba para el cuerpo técnico en el debut del club en Liga Femenina 2, pero una beca para trabajar en Dublín, aplazó ese “sueño” de jugar con el equipo de su ciudad en una categoría estatal (solo pudo jugar la primera jornada). En Irlanda se enroló a las filas del Killester. En septiembre de 2014 volvió a Araski, y desde entonces fue la capitana del equipo. En la temporada 2021/2022 jugó su tercera temporada consecutiva como profesional. El 13 de abril de 2022, al finalizar la temporada regular en casa, anunció su retirada del baloncesto, tras 20 años en el baloncesto.

## Clubes
- -2002 Colegio Miguel de Unamuno.
- 2002-2004 Club de Baloncesto Araba, Cadete Femenina.

- 2004-2005 Real Canoe NC, Cadete Femenina.
- 2005-2007 Real Canoe NC, Junior Femenina.
- 2007-2010 Gasteizko Abaroa S.K.E., 1ª División Femenina.
- 2010 CD Irlandesas, Liga Femenina 2.
- 2011-2013 A.D.B. Araski Arabako Emakumeen Saskibaloia, (Araski) 1ª División Femenina.
- 2013-2016 A.D.B. Araski Arabako Emakumeen Saskibaloia, Liga Femenina 2.
- 2016-2022 A.D.B. Araski Arabako Emakumeen Saskibaloia, Liga Femenina.[7][8]

## Selecciones
- Fue seleccionada por España y Euskadi en categorías inferiores.

## Palmarés

### Campeonatos nacionales
| Título                          | Club       | País   | Año  |
| ------------------------------- | ---------- | ------ | ---- |
| Campeonas Liga Femenina 2       | Araski AES | España | 2016 |
| Semifinalistas Copa de la Reina | Araski AES | España | 2017 |
| Semifinalistas Liga Femenina 1  | Araski AES | España | 2017 |